# Orepukia tonga
Orepukia tonga är en spindelart som beskrevs av Forster och Wilton 1973. Orepukia tonga ingår i släktet Orepukia och familjen trattspindlar. Inga underarter finns listade i Catalogue of Life.